# Arbusteti tropicali alti delle Hawaii
Gli arbusteti tropicali alti delle Hawaii sono un'ecoregione dell'ecozona oceaniana, definita dal WWF (codice ecoregione: OC0701), che si estende attraverso le isole delle Hawaii.

## Territorio
Le Hawaii sono isole di origine vulcanica, e alcune di loro ospitano ancora grandi vulcani attivi, come il Mauna Kea, il Mauna Loa, lo Hualālai e l'Haleakalā. Le cime di questi elevati vulcani costituiscono ambienti particolarmente difficili per la crescita delle piante e la vita degli animali. Sulla parte più alta delle pendici di molti vulcani si sviluppano habitat di boscaglia.

## Flora
Arrampicandosi su una di queste montagne, si incontra prima una fascia di boscaglia, costituita da bassi cespugli. Più in alto, i cespugli iniziano a scomparire e vengono rimpiazzati da cespi di erba. Siamo giunti nella fascia delle praterie subalpine. Sulle cime più alte si incontrano le condizioni di freddo e aridità proprie dei deserti alpini. Le piante di questa ecoregione sono in grado di far fronte a queste condizioni, nonché alla forte esposizione solare, grazie a tutta una serie di adattamenti, come foglie e steli carnosi, pelosi o di colore argentato. Le bellissime ʻahinahina o spade d'argento (Argyroxiphium spp.) presenti sui vulcani Haleakalā, Mauna Kea e Mauna Loa sono ben note per la loro colorazione argentea e il loro aspetto irsuto, nonché per i loro spettacolari pedicelli. Anche la hinahina dell'Haleakalā (Geranium cuneatum), un geranio dai fiori striati di bianco, ha foglie argentate. Sull'Haleakalā cresce inoltre il naʻenaʻe (Dubautia spp.), un basso arbusto con foglie succulente e fiori color giallo-arancio.

## Fauna
Piccole api nere del genere Hylaeus e la farfalla Udara blackburnii, color verde chiaro, volano rapidamente tra le piante in fiore, raccogliendo nettare e provvedendo alla loro impollinazione. Sulle distese di lava, il ragno lupo Adelocosa anops va in cerca di insetti mimetizzandosi perfettamente con le ceneri e la lava del suo ambiente alpino. Picchi vulcanici diversi ospitano specie differenti di piante e animali di alta quota. L'oca delle Hawaii (Branta sandvicensis), o nēnē, in pericolo di estinzione, trascorre parte dell'anno nelle boscaglie di alta quota, nutrendosi delle rosse bacche di ʻohelo (Vaccinium reticulatum) e di altre piante. Durante la stagione riproduttiva, il petrello delle Hawaii (Pterodroma sandwichensis) nidifica in cunicoli scavati nello strato ricoperto di ceneri dei vulcani più elevati.

## Conservazione

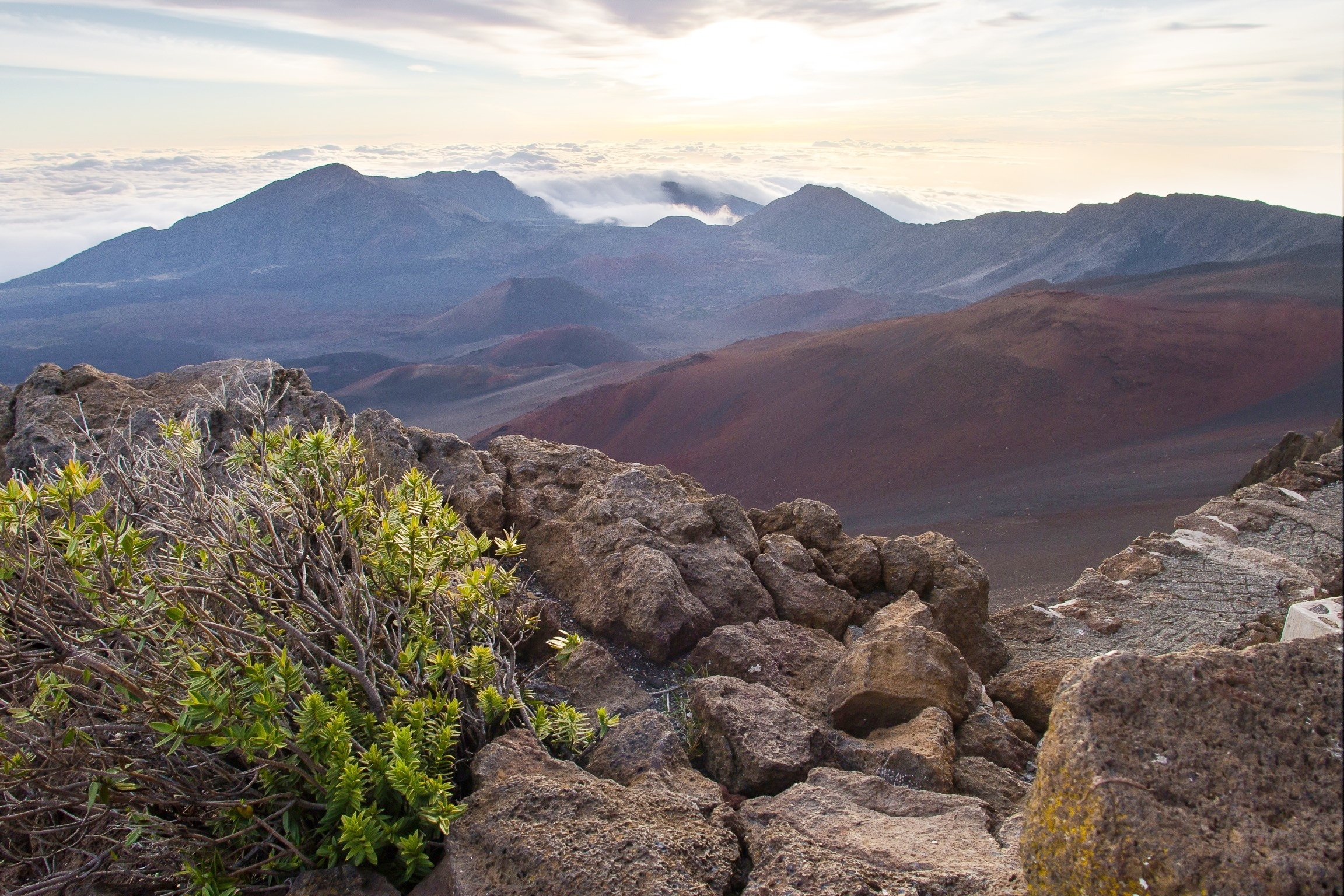
Veduta dell'Haleakalā

Tra le principali minacce per questo tipo di habitat vi sono il sovrapascolo da parte degli animali domestici e di quelli fuggiti dagli allevamenti e tornati ad uno stile di vita selvatico, gli incendi e i danni provocati dal calpestio di escursionisti e altri visitatori. Come in molte altre ecoregioni, l'introduzione di piante e animali provenienti da altre aree è risultata dannosa per le Specie locale. Ad esempio, le formiche introdotte uccidono insetti e altri invertebrati nativi, alcuni dei quali importanti impollinatori.